# Radonitsa
Radonitsa (russe : Радоница, « Jour de réjouissance ») est, dans l'Église orthodoxe russe, la commémoration des défunts, fêtés le second mardi de Pâques (P + 9) ou parfois (en Russie du Sud-Ouest), le second lundi de Pâques (P + 8).

## Histoire et signification

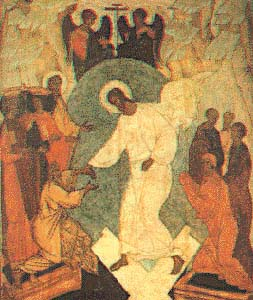
Icône russe orthodoxe de la descente aux Enfers de Jésus et de l'ascension d'Adam (XIVe siècle).

Comme de nombreux autres peuples anciens, les Slaves faisaient périodiquement, au printemps, des visites festives aux sépultures de leurs défunts. Après la conversion au christianisme, cette coutume fut intégrée par l'Église orthodoxe russe sous le nom de fête de Radonitsa. Ce nom provient du slave radost, « joie » ; en Rus' de Kiev, le nom de la fête est Красная горка, Krasnaya Gorka, « Belle colline », qui a le même sens. On peut s'étonner que l'on qualifie de « joyeuse » une commémoration des morts. Toutefois, dans la foi chrétienne, la mort est liée à la Résurrection de Jésus, à la joie et à l'espérance qu'elle apporte.
À cause de l'importance de la Semaine sainte et des fêtes de la Résurrection qui suivent Pâques, le Typicon prohibe les prières spéciales pour les défunts (à l'exception des funérailles) entre le Jeudi saint (P - 3) et le dimanche de Thomas (P + 7). Le second lundi après Pâques (P + 8) est donc la première date après Pâques où l'on peut célébrer les morts. Cependant, comme de nombreux monastères orthodoxes jeûnent le lundi, la fête des défunts est reportée au mardi afin que l'on puisse procéder au partage des œufs.

## Traditions anciennes
La coutume de fêter les morts après la Résurrection trouve ses sources dans l'Église primitive. S. V. Bulgakov note :
« 
La commémoration des défunts après Pâques date de l'Antiquité. Ambroise de Milan (340-397) déclare dans un de ses sermons : « Il est vraiment digne et juste, frères, après la célébration de Pâques, de partager notre joie avec les saints martyrs et, par eux, comme participants à la souffrance du Seigneur, d'annoncer la gloire de la résurrection du Seigneur. » Bien que ces mots d'Ambroise concerne les martyrs, ils sont un encouragement à commémorer les défunts après Pâques, les lundi et mardi de la semaine de Thomas, tant la coutume de célébrer les défunts est établie dans le Nouveau Testament comme une pieuse coutume en mémoire à la fois des martyrs et de ceux qui sont morts.
 »
Jean Chrysostome (349-407) témoigne aussi, en son temps, de la célébration joyeuse des défunts, le mardi de la semaine de Thomas, dans son Homélie sur le cimetière et sur la Croix.

## Pratique

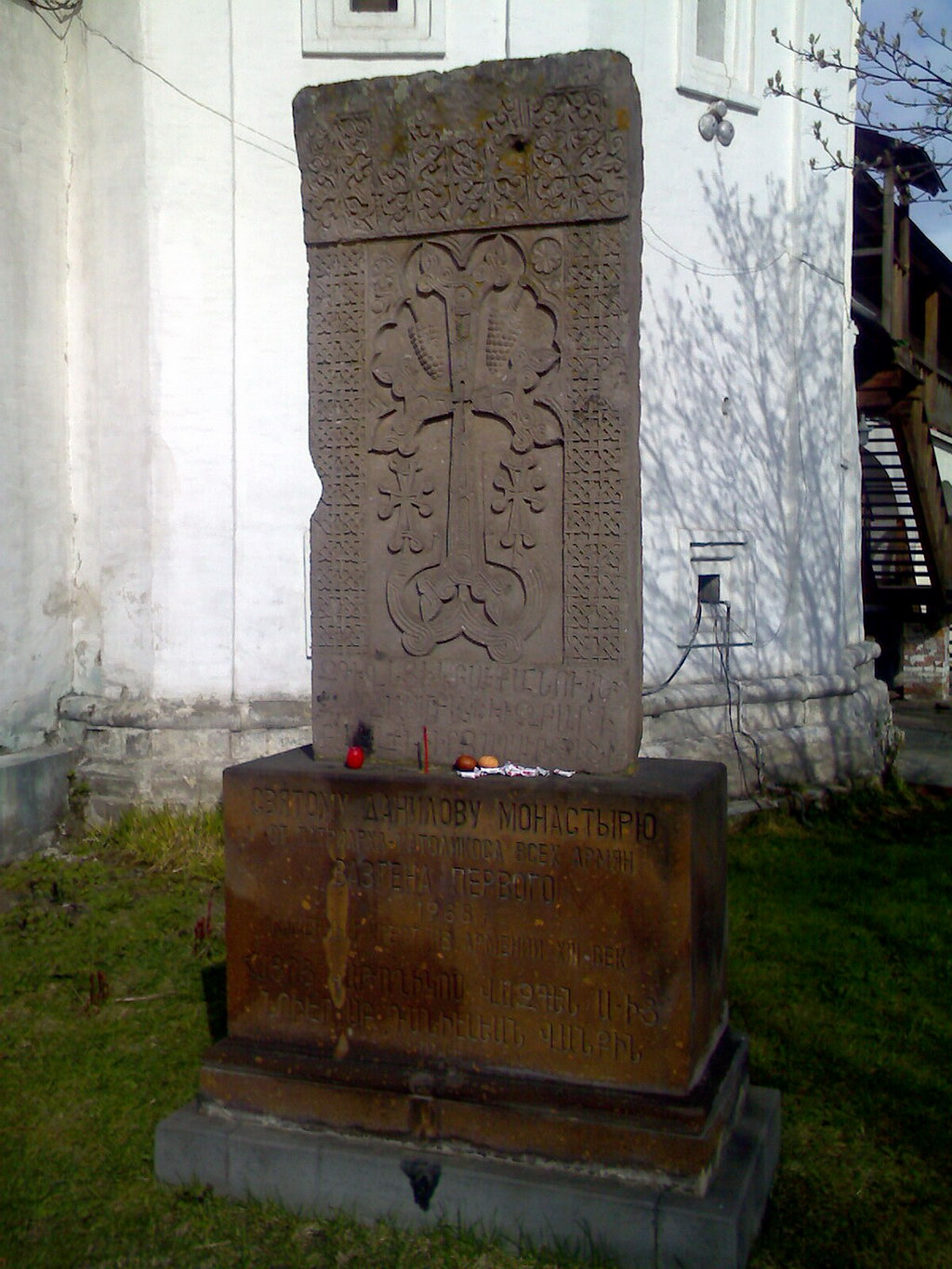
Bougies et œufs de Pâques sur une tombe. Monastère Danilov, Moscou.

Bien que le Typikon ne comporte aucune indication pour ce jour de célébration des défunts, la liturgie en est conservée comme une pieuse coutume. À la différence des fêtes liturgiques, aucun changement n'est apporté qu'à l'Orthros aux Vêpres et à la Divine Liturgie des jours ordinaires.
Ce jour, après la Divine Liturgie, le prêtre célèbre dans l'église une Panikhide ; ensuite, il bénit les nourritures pascales qu'on apportées les fidèles. Le clergé entame alors, avec l'encens et les bougies, précédés de la croix et suivis des fidèles, une procession sur les sépultures autour de l'église et dans les cimetières. Près des tombes, on chante des hymnes pascaux accompagnés des ecténies pour les défunts. Le service se conclut par l'émouvant Mémoire éternelle (Вѣчнаѧ памѧть, Vietchnaïa pamiat).
La nourriture pascale est alors consommée dans la joie, près de la sépulture, par la famille et les amis du défunt. Il est habituel de disposer sur la tombe un œuf de Pâques, symbole de la sortie de Jésus du sépulcre, avec l'exclamation « Jésus est ressuscité ».

## Coutumes
Certaines coutumes se sont établies autour de la fête de Radonitsa :
- Les aliments consommés lors de la fête sont la koutia funéraire ; les œufs peints ; les koulitchs ; les crêpes ; les prianiks au miel ; les gâteaux.
- La Radonitsa commence traditionnellement la période des mariages. Ceux-ci étant interdits durant le Grand Carême consacré à la pénitence et durant la Semaine radieuse consacrée à la Résurrection, la Radonitsa marque la période où les mariages peuvent être célébrés.
- Hommes et femmes offrent traditionnellement des présents à leur belle-famille (plus affectueusement appelée « famille par Dieu ») afin que la joie soit dans toutes les maisons.

## Source
- (en) Cet article est partiellement ou en totalité issu de l’article de Wikipédia en anglais intitulé « Radonitsa » (voir la liste des auteurs).